# Istanbulský průplav
Istanbulský průplav, taktéž nazýván Istanbulský kanál, je plánovaný průplav západně od centra Istanbulu, propojující Černé moře a Marmarské moře. Istanbulský kanál by půlil současnou evropskou stranu Istanbulu a vytvořil by tak ostrov mezi Asií a Evropou (ostrov by měl pobřeží s Černým mořem, Marmarským mořem, novým průplavem a Bosporem). Tato nová vodní cesta by byla alternativou současně jediného spojení Černého moře se Středozemním mořem přes Bospor.

## Historie
Koncept kanálu spojujícího Černé moře s Marmarským mořem byl v historii navržen nejméně sedmkrát.
Nejstarší návrhy a nápady na vybudování kanálu souběžného s Bosporem pochází již od dob osmanských sultánů. Konkrétně, první návrh je z doby sultána Sujelmana I. Po něm o kanálu uvažovali i sultáni: Murad III., Mehmed IV., Mustafa III. a Mahmud II.
Konzultant ministerstva energetiky Yüksel Önem navrhl projekt výstavby alternativní vodní cesty v roce 1985 a v roce 1990.
A současná verze projektu je známa od roku 2011, kdy byl průplav prezentován tehdejším premiérem Recepem Erdoganem.

## Projekt

### Účel
Účelem projektu je snížit námořní dopravu přes Bospor (Istanbul) a minimalizovat rizika a nebezpečí spojená zejména s tankery.
(Bosporem ročně propluje asi 41 000 plavidel všech velikostí, mezi nimi 8 000 tankerů přepravujících 145 milionů tun ropy. Stále se zvyšuje frekvence přepravy přes Bospor, což přináší rizika jak lodím tak i Istanbulu. Bospor zažívá téměř třikrát větší provoz než Suezský průplav.)

### Trasa
Dne 15. ledna 2018 byla oznámena trasa projektu. Ta konečná byla vybrána po studiích pěti alternativních tras. Ministerstvo dopravy oznámilo, že projekt povede přes jezero Küçükçekmece poblíž Marmarského moře. Trasa povede přes okresy Avcılar a Başakşehir, pak se dostane k Černému moři v okrese Arnavutköy severně od města. Sedm kilometrů trasy vede přes Küçükçekmece, 3,1 km přes Avcılar, 6,5 km přes Başakşehir a hlavní 28,6 km dlouhá část trasy vede přes Arnavutköy.

### Kritika
Projekt byl kritizován z mnoha závažných důvodů. Kus plánované trasy je v místě odkud západní Istanbul získává velkou část pitné vody. Tím pádem může být ohroženo zásobování pitné vody. Taktéž se vedou debaty ohledně ekologičnosti projektu. Důvodem je, že průplav by zničil dosud chráněné lesy, potoky a pastviny, které jsou důležité pro ekosystém a jsou domovem stovek druhů rostlin a zvířat. Rovněž jsou diskuse ohledně ceny projektu, jež by mohl výrazně zatížit turecký státní dluh. Odhadovaná cena je totiž 313 miliard Kč. Též by mohl ovlivnit, které lodě mohou vplout do a z Černého moře. Důvodem je konvence z Montreaux jež omezuje proplutí válečných lodí skrz Bospor. Avšak tato dohoda by se pravděpodobně nevztahovala na tento nový průplav. To by mohlo vytvářet konflikty mezi mocnostmi jež mají válečná loďstva.